# Rio Vuoksi

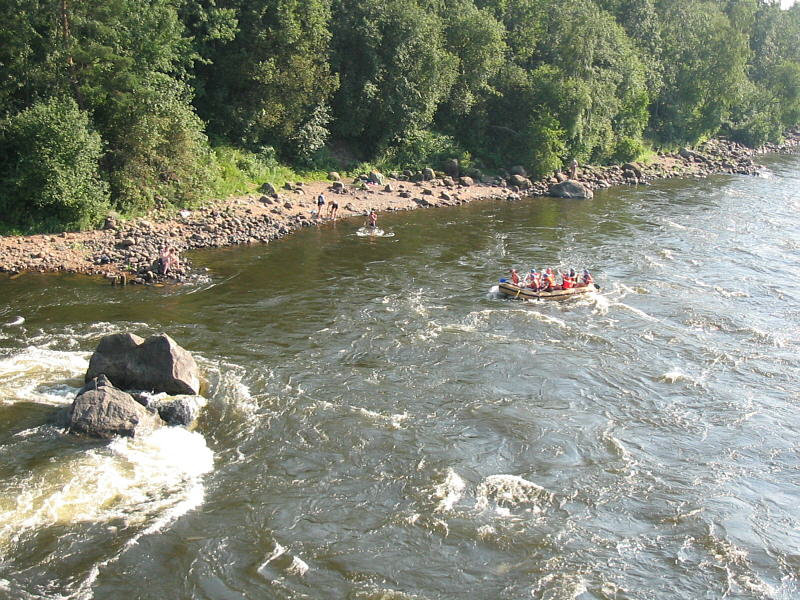
Rio Vuoksi

O rio Vuoksi (em russo:  Peка Вуокса; em finlandês:  Vuoksi;  em sueco:  Vuoksen) corre pela parte mais ao norte do istmo da Carélia a partir do lago Saimaa no sudeste da Finlândia ao lago Ladoga no noroeste da Rússia. O rio entra no Lago Ladoga em três ramificações, uma delas a principal ao norte em Priozersk (Käkisalmi), uma ramificação menor a alguns km ao norte desta e desde 1857 uma nova ramificação entrando a 50 km além no sudeste como  Rio Burnaya (em finlandês:  Taipaleenjoki), que se tornou a corrente principal em termos de descarga de água.